# ملعب نادي الاتفاق
ملعب نادي الاتفاق أو ملعب إيجو هو ملعب كرة قدم في مدينة الدمام في السعودية، يقع الملعب داخل منشآت نادي الاتفاق. أنشئ الملعب في عام 1983 ثم في عام 2022 خضع للتحسينات وافتتح الملعب بعد إعادة تأهيله في عام 2023. تبلغ طاقته الإستيعاب نحو 15.000 متفرج. ويُعتبر الملعب الرسمي لنادي الاتفاق السعودي. وفي نوفمبر 2024 اعلن عن اتفاقية بين نادي الاتفاق مع شركة مجموعة إيجو تحصل بموجبه على حقوق تسمية الملعب.